# Anna (mitologia grecka)
Anna – w mitologii greckiej córka króla Tyru – Belosa; ukochana siostra Dydony.